# نهر عرقا
نهر عرقة أو نهر عرقا، ينبع من أعالي جرود عكار ويمر في عدد من القرى في عكار و سهل عكار ثم يصبّ في البحر الأبيض المتوسط.